# Daisies
„Daisies“ je singl americké zpěvačky Katy Perry z jejího nadcházejícího šestého alba. Píseň byla zveřejněna 15. května 2020 skrze Capitol Records spolu s videoklipem.

## Zveřejnění
7. května 2020 Perry oznámila skrze sociální sítě vydání vedoucího singlu „Daisies“ z její šesté desky 15. května 2020. Ve stejný den byl rovněž představen přebal písně, na němž zpěvačka leží mezi žlutými sedmikráskami. Následující den v rámci propagační kampaně „Daisies“ shodující se s Dnem matek zprovoznila internetový obchod s květinami „Katy's Daisies“, jenž nabízí 12 různorodých kytic zadarmo s možností „říct někomu, že se o něj zajímáte, že je milujete, že vám chybí nebo prostě poděkovat za důvěru“.
Během živého přenosu na Facebooku Perry sdílela pár detailů o písni, kdy například zmínila: „Je to píseň o všech snech, o kterých jste snili, a všech věcech, kterých chcete dosáhnout.“ Když píseň byla zveřejněna, tak na sociálních sítích odhalila: „že píseň byla napsána před pár měsíci jako zvolaná, že je důležité zůstap při svých snech a cílech bez ohledu na to, co si myslí ostatní.“

## Videoklip
Videoklip, režírovaný Lizou Voloshin, byl zveřejněn spolu se single 15. května 2020. Byl natočen během karantény a ukazuje těhotnou zpěvačku v přirodních scenériích. Perry uvedla, že tento videoklip nebyl původně to, co bylo plánováno, ale kvůli pandemii covidu-19 bylo původní natáčení 13. března 2020 zrušeno.

## Žebříček úspěšnosti
| Země                                | Pozice (2020) |
| ----------------------------------- | ------------- |
| Austrálie (ARIA)                    | 37            |
| Belgie (Ultratip Flanders)          | 2             |
| Česko (Singles Digitál Top 100)     | 68            |
| Kanada (Billboard)                  | 30            |
| Nový Zéland (RMNZ)                  | 3             |
| Slovensko (Singles Digitál Top 100) | 74            |
| UK (Official Charts Company)        | 37            |
| USA (Billboard)                     | 40            |